# 冠徹弥
冠 徹弥（かんむり てつや、本名同じ。1971年9月7日 - ）は、日本の歌手。血液型はB型。京都府宇治市出身。宇治市観光大使。

## 人物
宇治市で次男として誕生。宇治市立菟道第二小学校、宇治市立宇治中学校、京都府立城南高等学校(現・京都府立城南菱創高等学校)、佛教大学文学部仏教学科（現・仏教学部仏教学科）卒業。
小学生の時は地元の少年野球チームに所属しており、中学生の時は野球部に入部した。中学1年生の時にヴァン・ヘイレンを聴いてから、ヘヴィメタルを好きになる。高校では軽音楽部でコピーバンドを組み、最初はギタリストだったが、冠が高校3年生の時に、ボーカルの女子が大学受験を理由にバンドを辞めてからは、ボーカリストになった。また、一緒にバンドを組んでいた同級生の岸井将は後に「So What?」でギターを、冠より一学年下の後輩の梅棹裕也は「So What?」や「THE冠」でドラムを担当している。また、大学在学中に現代社会の教職免許を取得している。

## 来歴

### So What?
1991年、ヘヴィメタルバンド「So What?」を結成(吉本興業とマネージメント契約を交わしていた)。大阪・京都を中心に活動を始め、心斎橋筋2丁目劇場でのお笑いライブに、バンドとしてよく出演していた。1995年に1stアルバム「So What?」で、ビクターエンタテインメントよりメジャーデビュー。2003年4月に解散。

### THE冠
So What?解散後のソロ活動名義で、現在も数々のライブをこなしている。「THE冠」でのステージ衣装は、『北斗の拳』のラオウの鉄兜を始め、ロード・ウォリアーズの鎧、スタン・ハンセンのベストとチャップスなどをモチーフとしている。アルバムのジャケットに、冠がラオウの兜を被るイラストを友人に描いてもらった事がきっかけで、ライブで鉄兜を被る事になった。鉄兜は、鉄工所で働いている友人に、昼休みに3ヶ月かけて作ってもらった。
- 2004年、TETSURO(ギター＆プログラム)と共に、ユニット「SKUNKRICE」を結成、冠はボーカルとして参加。ベトナムで行われた初ライブでは1万5千人を動員。
- 2006年、劇団☆新感線の公演「メタルマクベス」に出演したことがきっかけで、舞台俳優としての活動も行っており、「メタルマクベス」以降、劇団☆新感線におけるRシリーズ（音楽メインの作品）には必ず出演している。
- 2007年、劇団☆新感線の音楽を手掛ける岡崎司とタッグを組み、限定バンド「SKOMB」を結成。SKOMBのライブでは、新感線の今までの舞台で使われた数々の曲を歌っていた。
- 竹内力と親交があり、竹内主催のパーティで同じく出席していた大地丙太郎に注目されたことがきっかけで、『増田こうすけ劇場 ギャグマンガ日和』アニメ版のEDテーマを歌っている。同作では第3期第7話の「『超合体戦士サンゴッドV』オープニングテーマ」の歌も担当している。
- 映画『デトロイト・メタル・シティ』ではクラウザーII世のアテレコ（歌のみ）も担当している。
- 日清ラ王やトリコ イタダキマスター、ロッテのブラックブラックガム、いきなり!ステーキなどの数多くのCMのナレーションを担当している。
- 2010年、たまたまNHKの『大阪発疾走ステージ WEST WIND』で下ネタをした冠を見た島田紳助が興味を持ったことで『行列のできる法律相談所』に出演し、ライブツアーの集客が一カ所30名などの貧乏エピソードを話し、プチブレイクを果たす。
- 2011年5月、さかもとえいぞう率いるEIZO Japanと共に「アキハバラメタルシティ頂上決戦」と称したツーマンイヴェントを敢行。EIZO Japanのアンコールで冠が飛び入り参加し、アニメ『北斗の拳』の主題歌「愛をとりもどせ!!」を熱唱した。
- かつては事務所に所属していたが、2015年1月からはフリーランスとして活動している。
- 2015年10月、NHK総合テレビの音楽番組「MUSIC JAPAN」に出演し、THE冠の楽曲「傷だらけのヘビーメタル」を歌う。放送が好評だった事を受けて、2週間後に再び番組に出演し「MJ HEADLINE」コーナーのレポーター＆ナレーターを務めた。
- 2015年12月6日にSTUDIO COASTで開催された、ZERO1が協力するイベント「スカルマニア」でプロレスデビューを果たした。
- 2018年9月、 120600ｍAh connect to THE冠の楽曲「HITOME VOLTAGE」及び、カップリング曲「幽玄サクリファイス」を提供＆サウンドプロデュース。MVには冠だけでなく、THE冠のサポートメンバーのギター・べっち、ベース・春輝、ドラム・YOUTH-K!!!も登場している。
- 宇治市の広報誌「宇治市政だより」2020年1月1日号にインタビューが掲載された。
- 2020年7月10日配信のスマートフォン用アクションゲーム「宇治市〜宇治茶と源氏物語のまち〜」で、ゲームクリア後に流れるエンディング曲を担当。元々ある曲「宇治市の歌」を冠がメタルアレンジして歌唱している。
- 宇治市出身アーティストの集まり「宇治会」のメンバーとして、市制施行70周年の記念日である2021年3月1日に宇治市観光大使に就任。
- 「宇治会」のメンバー4人と、宇治市長・松村淳子による対談「宇治を愛する気持ち」が、「宇治市政だより」2021年3月1日号に掲載された。
- よくスタッフにいじられている。本人が知らない画像や動画がよくアップされている。

## サポートメンバー
- ギター：K-A-Z / べっち / 浅田トリプルアクセルローズ / 3104 [SATOSHI]
- ベース：大桃俊樹=ex.So What?,ex.sunsowl / 春輝 / SAITARO / THUNDER
- ドラム：梅棹裕也=ex.So What? / 小林 / 輝 / YOUTH-K!!!

※ライブにより、サポートメンバーに変更あり
現在のサポートメンバーは基本的に、ギター：K-A-Z、ベース：大桃俊樹、ドラム：YOUTH-K!!!となっている。

## 作品

### So What?
アルバム
1. So What?（1995年9月21日）
2. FRAGILE（1996年6月5日）
3. 努－つとむ（1997年3月27日）
4. HEAL（1998年5月21日）
5. Best Of Iron Fist（2001年5月10日）
6. LIVE ALBUM 鋼鉄魂（IRON SOUL）（2003年）

シングル
1. 一発かましたれ（1996年5月21日）
2. ナンだっ!!チミは!?（1997年2月21日）
3. クレイジー・カウボーイ（2000年8月25日）

### THE冠
アルバム
1. 冠祭 （2005年3月9日）
2. 傷だらけのヘビーメタル（2009年3月18日）
3. 最後のヘビーメタル～LAST OF HEAVY METAL～（2010年10月27日）
4. 死にぞこないのヘビーメタル（2012年3月21日）
5. 帰ってきたヘビーメタル（2013年10月23日）
6. 鎧兜鎖血 （2015年9月9日）
7. BEST OF THE冠 『肉』 （2016年6月29日）
8. BEST OF THE冠 『骨』 （2016年11月2日）
9. 奪冠 （2017年9月27日）
10. 日本のヘビーメタル （2020年4月29日）

シングル
1. NEW WORLD 〜果てしなき鋼鉄の彼方へ〜 （2011年12月15日、会場限定盤）
2. 初志冠徹 （2015年2月21日、会場限定盤）
3. 地獄で会いましょう （2023年4月、会場限定盤）
4. おっさん （2023年7月、会場限定盤）

### 参加作品
1. 1997-2004（2004年12月1日）
2. 非公認! 聖飢魔IIカヴァーアルバム VOICE（2006年2月22日）
  - 参加曲：地獄への階段（完結編）/ 高橋由美子 & KAMMURI
3. 劇☆メタル(SHINKANSEN☆METAL☆TRIBUTE)（2007年3月21日）
4. 増田こうすけ劇場「ギャグマンガ日和3」オープニング主題歌集（2008年5月21日）
5. 狼煙 -NOROSHI-（2008年11月26日）
  - 参加曲：DISCHARGE with Tetsuya Kanmuri [The 冠] / jealkb
6. Tribute to 聖飢魔II -悪魔との契約書-（2010年9月15日）
  - 参加曲：JACK THE RIPPER
7. 昭和をメタル（2010年10月20日）
8. FUCK THE BORDER LINE（2011年2月9日）
  - 参加曲：カマキリ / THE 冠 feat.K-A-Z

### アニメソング
- ハッピーエンディング（ギャグマンガ日和 第1期〜3期エンディング曲）
- ハッピーゴーラッキーエンディング（ギャグマンガ日和 第4期エンディング曲）
- 超合体戦士サンゴッドV オープニングテーマ （ギャグマンガ日和 劇中歌）
- 鋼の街 （毎度!浦安鉄筋家族 1発目〜13発目 オープニング曲）
- 鋼の街 アイドルver（毎度!浦安鉄筋家族 14発目〜25発目 オープニング曲、コーラス参加）
- 般若心経ロック（ドラマCD「ニーチェ先生〜コンビニに、さとり世代の新人が舞い降りた〜」初回限定特装版、アニメイト限定版 収録曲）
- DOKURO〜恍骨礼讃歌 第1章〜（「櫻子さんの足下には死体が埋まっている」挿入歌、聖鬼Mk-II名義）[2]

### ゲーム
- ユアマジェスティ（2023年、マクシムス Singer役）

### DVD
1. SKOMB Live （2007年7月14日）
2. 無冠の帝王 〜永遠に咬ませ犬ツアーアンコール2010イブイブ〜（2011年4月27日）
3. 永遠の咬ませ犬 THEのクリップ衆 〜ラリアットの向こう側〜（2011年5月25日）
4. SEX冠TOUR2012　SEX MACHINEGUNS VS THE冠（2012年7月18日）
5. D_Drive LIVE IN TOKYO（2013年2月27日）
6. 大冠生誕祭2016（2017年7月16日、会場限定発売）

## タイアップ
| 楽曲                                    | タイアップ                                                                       |
| --------------------------------------- | -------------------------------------------------------------------------------- |
| バカWhat?（So What?）                   | 朝日放送『すんげー!Best10』オープニングテーマ                                    |
| 一発かましたれ（So What?）              | TBS系『慢性吉本炎』エンディングテーマ                                            |
| ナンだっ!!チミは!?（So What?）          | フジテレビ系『志村X』エンディングテーマ                                          |
| ヴェルディ作歌劇アイーダより 凱旋行進曲 | 日清ラ王 ラ、食す篇 CMソング                                                     |
| エビバディ炎（THE冠）                   | テレビ朝日『鈴木タイムラー』2005年エンディングテーマ                             |
| ブラックサガス（THE冠）                 | TBS系『金銭感覚お試しバラエティ カカクの王様』2012年4月〜7月期エンディングテーマ |

## 出演

### テレビ
- 輝け!ロック爆笑族3（1994年、フジテレビ）
- 音箱登竜門（2005年4月19日・9月6日、フジテレビ）
- LIVE BANG!（2005年10月2日、テレビ東京）
- 大阪発疾走ステージ WEST WIND（2009年4月26日・8月30日・2010年10月1日・2011年2月25日、NHK衛星第2テレビジョン）
- 音流〜On Ryu〜（2009年5月23日、テレビ東京）
- 行列のできる法律相談所（2010年11月7日・21日・28日、日本テレビ）
- DON!（2010年11月9日、日本テレビ。冠は出演していないが、11月7日放送の「行列のできる法律相談所」の映像が流れた。）
- 人生が変わる1分間の深イイ話（2011年1月24日・31日、日本テレビ）
- HEY!HEY!HEY! MUSIC CHAMP（2011年1月31日・4月25日・5月23日、フジテレビ）
- ニュース610 京いちにち（2011年2月2日、NHK京都放送局）
- クイズ!ヘキサゴンII（2011年2月16日 - 9月28日・不定期、フジテレビ）
- あほやねん!すきやねん!（2011年6月17日・2012年2月24日、NHK大阪放送局）
- BIG TIME TELEVISION（2011年9月1日・2012年5月27日、サンテレビ）
- てっぺん!（2012年5月26日、広島テレビ放送）
- 西方笑土（2012年7月22日、NHK BSプレミアム）
- ムジカ・ピッコリーノ（2013年7月27日・2018年6月1日、NHK Eテレ）
- 東京特許許可局（2014年7月7日、NHK Eテレ、星野哲也 役）
- BABYMETAL現象〜世界が熱狂する理由〜（2014年12月22日、NHK総合テレビ。語りと、サム・トットマンの吹き替えを担当）
- MUSIC JAPAN（2015年10月5日・10月19日、NHK総合テレビ）
- MJ presents BABYMETAL革命 〜少女たちは世界と戦う〜（2016年4月4日、NHK総合テレビ。語りを担当。）
- バナナ♪ゼロミュージック（2016年5月7日・5月21日・8月27日、2017年1月7日・6月3日・7月8日・12月9日、NHK総合テレビ）
- 谷原章介の25時ごはん（2017年4月20日〜毎週ナレーション出演、TBS系。初回と第2回は谷原の心の声、第3回以降はフクロウの声を担当。最終回にゲスト出演）
- クイズ!脳ベルSHOW（2018年4月16日・4月17日・4月20日、2020年2月10日・11日、2021年2月8日・9日・12日、BSフジ）
- 先駆者たちのキーパズル（2018年8月7日・8月14日・8月21日・8月28日、テレビ東京） - ナレーション
- ニッポンの邪魔モノをお金に変えろSP～凶暴ザメ・廃タイヤ・恐怖の竹が大変身! (2018年12月21日、テレビ東京) - ナレーション
- BSフジ11時間テレビ 全国対抗!脳トレ生合戦!! (2019年11月16日、BSフジ) - 山本リンダwith脳ベルスーパーバンドの一員として出演
- 相席食堂 (2021年12月21日、朝日放送)
- まいど!ジャーニィ〜 (2022年7月17日・7月24日、BSフジ)
- なるみ・岡村の過ぎるTV (2024年5月27日、朝日放送)

### ラジオ
- THE冠の徹兜RADIO（2011年5月～2012年3月、NACK5）
- かんさい土曜ほっとタイム（2016年9月24日、NHKラジオ第1）
- 以心伝心888（2019年6月26日、2020年4月22日、2022年7月6日、2024年6月26日・7月10日・7月17日・7月24日、FMうじ）
- すっぴん!（2019年9月5日、NHKラジオ第1）
- 冠徹弥の冠番組→冠徹弥の冠番組Z（2020年1月6日～2020年6月29日 - 毎週月曜日、2020年7月7日～2022年10月25日 - 毎週火曜日、2022年11月5日〜2024年10月26日 - 毎週土曜日、FM FUJI）

### PV
- THE MAD CAPSULE MARKETS 「All The Time In Sunny Beach」（1999年8月25日）
- ROTTENGRAFFTY「D.A.N.C.E.」（2012年8月2日）

### 連載
- 戦う魂 貫く心 それがヘビーメタル（エムオン・エンタテインメント「WHAT's IN?」、毎月14日発売。連載終了）
- ヘビーメタル現代社会（ORICON STYLE、ウェブ連載、毎月2回公開。連載終了）

### 舞台
- 劇団☆新感線 「メタルマクベス」（2006年5〜7月、王専属シンガー冠くん 役）
- 劇団☆新感線 「五右衛門ロック」（2008年7〜8月、タタラ王国兵ロック 役）
- 夢をかなえるゾウ（2008年12月、バーのマスター 役）
- 劇団☆新感線 「薔薇とサムライ GoemonRock OverDrive」（2010年3〜5月、カンテ 役）
- 劇団☆新感線 「ZIPANG PUNK〜五右衛門ロックⅢ」（2012年12月〜2013年2月、ハガネ太郎 役）
- 劇団☆新感線 「五右衛門vs轟天」（2015年5〜9月、ハガネ太郎 役）
- 劇団☆新感線 「Vamp Bamboo Burn〜ヴァン！バン！バーン！〜」 （2016年8〜10月、とおる 役）
- 劇団☆新感線　ONWARD presents 新感線☆RS「メタルマクベス」disc1 Produced by TBS（2018年7〜8月、冠君 役）
- 劇団☆新感線　ONWARD presents 新感線☆RS「メタルマクベス」disc3 Produced by TBS（2018年11〜12月、冠君 役）
- 劇団☆新感線　新感線☆RS「薔薇とサムライ2－海賊女王の帰還－」（2022年9〜12月、ボセアル 役）

### 映画
- デトロイト・メタル・シティ（2008年、クラウザーII世のアテレコ。歌のみ）
- 乱死怒町より愛を吐いて（2015年11月）
- TOO YOUNG TO DIE! 若くして死ぬ（2016年6月、シャウト出演）
- ゴリラホール（2025年公開予定、大竹 役）[3]